# Horst Völz

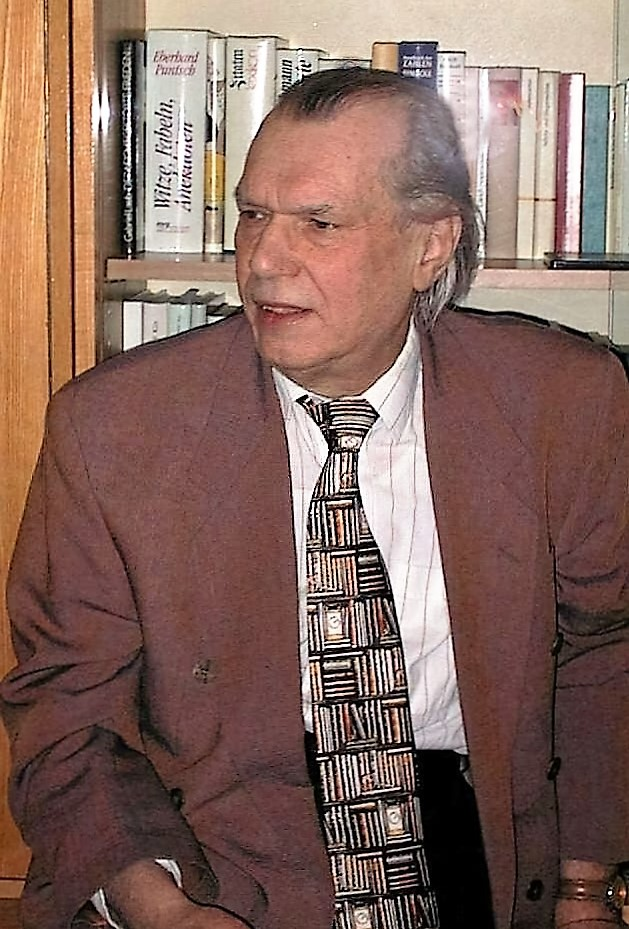
Horst Völz

Horst Völz (* 3. Mai 1930 in Bad Polzin, Provinz Pommern) ist ein deutscher Physiker und Informationswissenschaftler; Entwicklungen im Bereich der magnetischen Speichertechnik sowie in der Theorie der Information und Kommunikation.

## Leben
Horst Völz kam 1930 als Sohn des Dachdeckers Oskar Völz und der Hausfrau Berta Völz in Pommern zur Welt. Von 1936 bis 1945 besuchte er die dortige Volks- und Mittelschule. Nach Kriegsende leistete er ein Jahr lang Reparationsarbeiten für die Rote Armee und musste 1946 Pommern als Umsiedler verlassen.
In Greifswald besuchte er von 1946 bis 1950 die Oberschule bis zum Abitur. Es folgte ein vierjähriges Physikstudium an der Ernst-Moritz-Arndt-Universität Greifswald, daneben absolvierte er 1952 eine Lehre als Rundfunkmechaniker, die er als Facharbeiter abschloss. Das Studium beendete Völz 1954 als Diplom-Physiker mit einer Diplomarbeit über RC-Schwingungsgeneratoren.
Zwischen 1954 und 1959 arbeitete er als Assistent und Oberassistent am Physikalischen Institut der Universität Greifswald, wo er 1958 über die Theorie der Frequenzmodulation bei der Videospeicherung promovierte. Im Jahre 1959 wechselte er nach Berlin an die Deutsche Akademie der Wissenschaften (DAW), die 1972 in Akademie der Wissenschaften der DDR (AdW) umbenannt wurde. Dort war er bis 1989 tätig, wurde 1961 Leiter der Arbeitsstelle für Magnetische Signalspeicher und blieb in diesem Arbeitsgebiet, das er maßgebend profilierte, langjährig tätig. 1964 erfolgte seine Habilitation an der Humboldt-Universität zu Berlin (HUB) mit einer Schrift zur Erweiterung der Informationstheorie.
Ab 1967 war er Direktor des Institutes für Optik und Spektroskopie der DAW (heute: Max-Born-Institut für Nichtlineare Optik und Kurzzeitspektroskopie). Im Jahre 1968 erfolgte seine Ernennung zum Professor der Akademie durch den Präsidenten der DAW. Ein Jahr später wurde er Gründungsdirektor des Zentralinstituts für Kybernetik und Informationsprozesse (ZKI) der Deutschen Akademie der Wissenschaften (DAW-Präsident: Hermann Klare). Diese Leitungsfunktion übte er bis 1977 aus und baute in dieser Zeit das ZKI mit mehreren Bereichen auf. Nach seinem Ausscheiden als Direktor arbeitete Völz ab 1977 als Bereichsleiter Magnetische Signalspeicher am ZKI. Sein Nachfolger im Amt war Volker Kempe.
Das Ausscheiden als Direktor und später als Bereichsleiter erfolgte nach fachlich-politischen Auseinandersetzungen offiziell „auf eigenen Wunsch“. Ab 1988 war er kurzzeitig als Wissenschaftlicher Mitarbeiter am ZKI beschäftigt. Darüber hinaus erhielt er 1988 ein Vorlesungsverbot an der Humboldt-Universität zu Berlin.
Nach der politischen Wende erhielt Völz von 1989 bis 1992 einen Fördervertrag durch KAI-Berlin (KAI e. V. – Koordinierungs- und Abwicklungseinrichtung für die Institute der Akademie der Wissenschaften der DDR) als Auffanggesellschaft für Akademiemitarbeiter, und er lehrte zwischen 1992 und 1995 an der Freien Universität u. a. am Arbeitsbereich Informationswissenschaft sowie auch an der Technischen Universität in Berlin.
Seit 1995 ist Völz im Ruhestand, führt jedoch weiterhin freiberufliche Tätigkeit aus. Hierzu gehören auch Lehrveranstaltungen an der Freien Universität Berlin (FUB), an der Technischen Universität Berlin (TUB), an der Humboldt-Universität zu Berlin (HUB) im Fachgebiet Medienwissenschaft und an der German Filmschool Elstal bzw. Babelsberg (HFF).
Er ist verheiratet mit der Sängerin Ruth Roma-Völz und hat zwei Töchter.

## Arbeitsgebiete
Die wichtigsten Arbeitsgebiete von Völz betreffen:
- Theorie der Information und Kommunikation:  u. a. fünf umfangreiche Monographien. Lehrveranstaltungen FUB, TUB, HUB, Filmschool (HFF)
- Speichertechnik:  u. a. vier Monographien, Lehrveranstaltungen vor allem an TUB, Organisation mehrerer internationaler Tagungen
- Elektronik:  Vorlesungen an der HUB, Sektion Physik, umfangreiches Lehrbuch mit 5 Auflagen; weiterhin: für Medienwissenschaften an der HUB 2012
- Informatik:  u. a. ca. 70 Sendungen zur Computertechnik, Vorlesungen TUB, FUB, Professionale Textverarbeitung für den Kleinrechner KC 85
- Kultur und Information:  u. a. Tagungen der Gesellschaft für Informatik (GI); Musikhochschule; Architektur; Buch: Kunst und Computer, Textgrafik zusammen mit seiner Frau Ruth Roma-Völz.

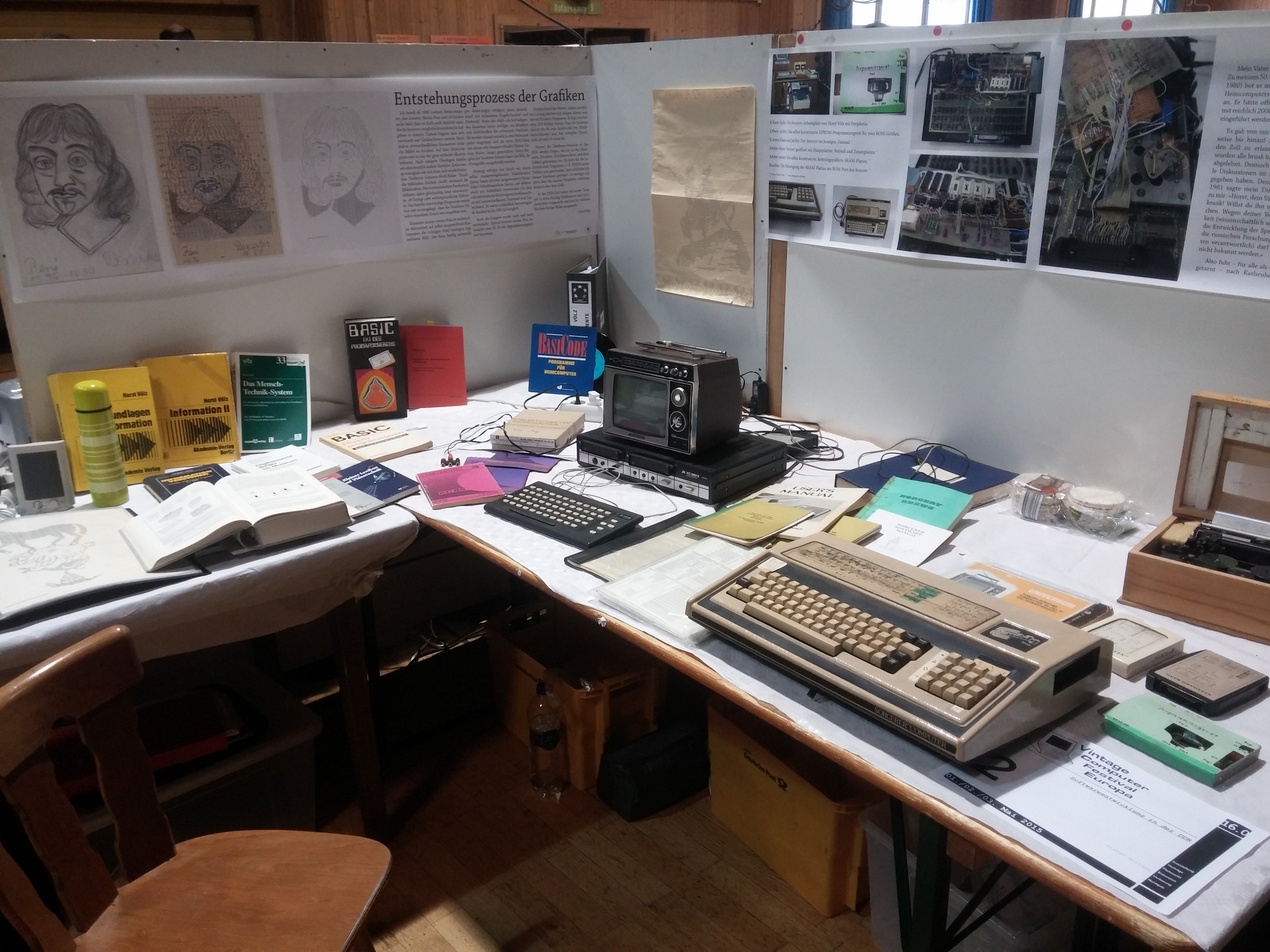
Ausstellung "Horst Völz" beim Vintage Computer Festival 2015 in München

Seine Arbeitsergebnisse hat Völz in einem umfangreichen wissenschaftlichen Werk publiziert und ausführlich in seiner Publikationsliste dokumentiert. Hierzu zählen insbesondere:
- 45 Bücher
- 80 Beiträge in Büchern und Berichte
- 250 Zeitschriftenartikel
- 325 Öffentliche Vorträge
- zahlreiche Auftritte in Rundfunk und Fernsehen
- 22 Patente.

Damit gehört Völz zu den kreativsten und publikationsstärksten Wissenschaftlern seines Fachgebietes innerhalb der Informations- und Kommunikationswissenschaften.
Als herausragende Beispiele für seine wissenschaftlich-technisch-technologischen Leistungen sind hervorzuheben:
- Unter seiner wissenschaftlichen Leitung wurden im Rahmen des Kosmosprojekts die Kosmos-Band-Speicher für alle Forschungssatelliten der Sowjetunion entwickelt und gebaut (70 Stück der Typen R1 bzw. R3m). Keiner von ihnen verursachte jemals einen Satellitenausfall (in den USA damals üblich etwa 50 %). Für die internationale Mission zum Marsmond Phobus 1980 wurde in seiner Arbeitsgruppe der „große Speicher“ (Tiefraumspeicher) auf höchster Vertraulichkeitsstufe entwickelt und gefertigt. Öffentlich darüber berichtet hat Horst Völz erst mehr als 30 Jahre später.[1]

- Unter seiner Leitung wurde das bedampfte Metalldünnschichtband in Zusammenarbeit mit dem Dresdener Forschungsinstitut Manfred von Ardenne entwickelt und teilweise bei den Satellitenspeichern erfolgreich eingesetzt. Das Ardenne-Institut lieferte später auf dieser Grundlage entsprechende Aufdampfanlagen nach Japan, und dort erschienen etwa 10 Jahre später (um 1985) die professionellen „evaporated tapes“ für Videospeicher. Hierzu erschien die weltweit erste Publikation.[2]

- Sein Textverarbeitungssystem „Texor“ für Kleinrechner der Serie KC 85 wurde umfangreich angewendet und DDR-weit auch für Schulungen benutzt, insbesondere für Sekretärinnen. Der Hersteller in Mühlhausen erzielte damit jährlich einen Umsatz von 4 Millionen Mark der DDR.

## Mitgliedschaften und Ehrungen
- Völz gehörte von 1959 bis 1989 mehreren Forschungsinstituten der Deutschen Akademie der Wissenschaften (DAW) bzw. der Akademie der Wissenschaften der DDR (AdW) als Wissenschaftler und Leiter an.
- 1989 Auszeichnung mit der Gerhart-Eisler-Plakette in Gold vom „Staatlichen Komitee für Rundfunk“ für seine etwa 70 Sendungen zur Programmierung im Rundfunk 1986/87, die 30.000 Hörerzuschriften bewirkten sowie eine Kassetten-Box mit 6 Kassetten bei der Schallplatte der DDR für die 4 wichtigsten Heimcomputertypen und mehrere sekundäre Publikationen.
- Völz ist Ehrenmitglied des Chaos Computer Club.
- 2022 wurde er mit dem Wiener-Schmidt-Preis der Deutschen Gesellschaft für Kybernetik, System- und Informationstheorie geehrt.

## Publikationen (Auswahl)
- 1960: Grundlagen der magnetischen Signalspeicherung. Akademie-Verlag, Berlin. (6 Bände)
- 1982: Information I. Studie zur Vielfalt und Einheit der Information. Akademie-Verlag, Berlin. ISSN 0232-1351
- 1983: Information II. Ergänzungsband zur Vielfalt und Einheit der Information. Akademie-Verlag, Berlin. ISSN 0232-1351
- 1989: Elektronik – Grundlagen, Prinzipien, Zusammenhänge. 5. Auflage. Akademie-Verlag, Berlin, ISBN 3-05-500046-3.
- 1990: Kleines Lexikon der Speichertechnik. (= Automatisierungstechnik. Bd. 224). 2. Auflage. Verlag Technik, Berlin, ISBN 3-341-00878-0.
- 1990: Computer und Kunst. (= Akzent-Reihe. Band 87). 2. Auflage. Urania-Verlag, Leipzig / Jena / Berlin, ISBN 3-332-00220-1. (horstvoelz.de, Digitalisat des Textes als PDF)
- 1991: Grundlagen der Information. Akademie-Verlag, Berlin, ISBN 3-05-500779-4.
- 1994: Information verstehen. Facetten eines neuen Zugangs zur Welt. Friedr. Vieweg & Sohn, Braunschweig/Wiesbaden, ISBN 3-528-05395-X.
- 1996: Informationsspeicher. Grundlagen – Funktionen – Geräte. Expertverlag, Renningen-Malmsheim, ISBN 3-8169-1287-7. (und Linde-Verlag, ISBN 3-85122-569-4)
- 1996: mit P. Ackermann: Die Welt in Zahlen und Skalen. Spektrum Akademischer Verlag, Heidelberg / Berlin / Oxford, ISBN 3-86025-118-X.
- 1999: Das Mensch-Technik-System. Physiologische, physikalische und technische Grundlagen, Software und Hardware. Expert-Verlag, ISBN 3-8169-1643-0.
- 1999: Das Mensch-Maschine-System. Expert-Verlag, Renningen-Malmsheim 1999, ISBN 3-8169-1643-0. (und Linde-Verlag, ISBN 3-85122-863-4)
- 2001: Wissen – Erkennen – Information. Allgemeine Grundlagen für Naturwissenschaft, Technik und Medizin. Shaker Verlag, Aachen 2001, ISBN 3-8265-9366-9 und CD-ROM Directmedia, ISBN 978-3-89853-559-5.
- 2003–2007: Handbuch der Speicherung von Information: 
  - Bd. 1: Grundlagen und Anwendung in Natur, Leben und Gesellschaft. Shaker Verlag, Aachen 2003, ISBN 3-8322-1366-X.
  - Bd. 2: Technik und Geschichte vorelektronischer Medien. Shaker Verlag, Aachen 2005, ISBN 3-8322-3783-6.
  - Bd. 3: Geschichte und Zukunft elektronischer Medien. Shaker Verlag, Aachen 2007, ISBN 978-3-8322-6160-3.
- 2007: Datenspeicher von der Steinzeit bis ins 21. Jahrhundert. (= Digitale Bibliothek. Band 159). Berlin.
- 2008: Kontinuierliche Digitaltechnik. Eine neue hochleistungsfähige Methode zur Digitalisierung von Signalen. Shaker Verlag, Aachen, ISBN 978-3-8322-7798-7.
- 2014: Grundlagen und Inhalte der vier Varianten von Information. Springer Verlag, Wiesbaden, ISBN 978-3-658-06406-8.
- 2014: Maßstäbe für die Zeit. Shaker Verlag, Aachen, ISBN 978-3-8440-2872-0.
- 2016: Information, Software, Hardware. In: Frank Fuchs-Kittowski, Werner Kriesel (Hrsg.): Informatik und Gesellschaft. Festschrift zum 80. Geburtstag von Klaus Fuchs-Kittowski. Peter Lang Internationaler Verlag der Wissenschaften, PL Academic Research, Frankfurt am Main / Bern / Bruxelles / New York / Oxford / Warszawa / Wien, ISBN 978-3-631-66719-4.
- 2017: Das ist Information. Shaker Verlag, Aachen, ISBN 978-3-8440-5587-0.
- 2017: Informations- und Speichertheorie. In: Stefan Höltgen (Hrsg.): Medientechnisches Wissen. Band 1. De Gruyter, Berlin, ISBN 978-3-11-047748-1.
- 2018: Wie wir wissend wurden. Nicht Alles ist Information. Shaker Verlag, Aachen, ISBN 978-3-8440-5865-9.
- 2018: Weltbeschreibung. Raum, Zeit, Temperatur und Information – Aspekte, Standpunkte, Debatten. Shaker Verlag, Aachen, ISBN 978-3-8440-6323-3.
- 2019: Das ist Zeit. Shaker Verlag, Düren, ISBN 978-3-8440-6675-3.
- 2019: Speicher als Grundlage für Alles. Shaker Verlag, Düren, ISBN 978-3-8440-6964-8.
- 2020: Von Information bis Kreativität. Versuch einer exakten Definition von Information, Wissen, Denken, Intelligenz und Kreativität. Shaker Verlag, Düren, ISBN 978-3-8440-7365-2.
- 2020: Information und Medienwissenschaft. Shaker Verlag, Düren, ISBN 978-3-8440-7641-7.
- 2021: Ichrealität – meine Weltsicht. Shaker Verlag, Düren, ISBN 978-3-8440-8244-9.
- 2022: Probleme der Wissenschaften. Ein Versuch. Shaker Verlag, Düren, ISBN 978-3-8440-8558-7.
- 2022: Möglichkeiten und Grenzen der Wissenschaft. Shaker Verlag, Düren, ISBN 978-3-8440-8800-7.
- 2023: Von Mängeln über Fehler zur Klimakatastrophe. Was wird aus unserem Weltkulturerbe?. Shaker-Verlag, Düren 2021, ISBN 978-3-8440-9194-6.
- 2023: Vom Denken zu Information, Medien und Zufall. Shaker-Verlag, Düren 2023. ISBN 978-3-8440-8963-9.
- 2024: Versuch einer fehlerfreien Weltdarstellung. Shaker-Verlag, Düren 2024. ISBN 978-3-8440-9441-1.